# جون فولكنير (ممثل)
جون فولكنير (بالإنجليزية: John Faulkner)‏ هو ممثل أسترالي، ولد في 13 يوليو 1872 في المملكة المتحدة، وتوفي في 13 سبتمبر 1934 في أستراليا.

## وصلات خارجية
- جون فولكنير على موقع IMDb (الإنجليزية)